# Unoma Ndili Okorafor
Unoma Ndili Okorafor est une informaticienne et entrepreneuse nigériane. Okorafor a fondé Working to Advance African Women, une organisation à but non lucratif qui soutient l'éducation des femmes africaines dans les domaines des sciences, de la technologie, de l'ingénierie et des mathématiques (STEM) en 2007. Elle est directrice de la société Herbal Goodness et Fairview Data Technologies. 

## Enfance et éducation
Okorafor est née au Nigéria. Elle est la cinquième enfant du professeur Frank Nwachukwu Ndili, le premier physicien nucléaire nigérian, 7e vice-chancelier (président) de l'université du Nigeria à Nsukka. Elle étudie l'ingénierie informatique et électrique à l'université de Lagos. Elle poursuit ses études supérieures au Texas, et elle obtient une maîtrise à l'université Rice en 2001 et un doctorat de l'université A&M du Texas en 2008. À l'université A&M du Texas, elle est boursière de l'Alfred P. Sloan Foundation. Son doctorat, Secure Integrated Routing and Localization in Wireless Optical Sensor Networks, est supervisé par Deepa Kundur. Elle rejoint ensuite la Stanford Graduate School of Business, où elle suit un programme en entrepreneuriat social. Elle suit également le programme d'entrepreneuriat social de l'INSEAD. Okorafor épouse Ekpe Okorafor, et le couple a deux enfants.

## Carrière
Okorafor travaille chez Texas Instruments, Intel, Hewlett-Packard et IBM. En 2007, marquée par la discrimination misogyne dont elle avait été victime lors de ses études universitaires au Nigeria, alors qu'elle termine son doctorat, Okorafor fonde Working to Advance African Women (WAAW). WAAW est un organisme à but non lucratif 501 (c) qui promeut l'éducation STEM auprès des femmes africaines. Elle lance le programme grâce aux économies qu'elle a réalisées pendant son post-graduat. WAAW gère 13 programmes au Ghana, au Kenya, en Ouganda, au Cameroun, au Malawi, au Togo, au Nigeria et en Afrique du Sud. Ils comptent plus d'une centaine de boursiers universitaires bénévoles et touchent plusieurs milliers de filles par an. Parallèlement à l'éducation des jeunes femmes, Okorafor travaille avec les communautés et les familles pour s'assurer que personne n'empêche les filles de choisir des matières STEM.
Okorafor est professeure invitée à l'Université africaine des sciences et technologies (AUST), où elle donne des cours sur l'informatique. Elle est PDG de Herbal Goodness Fairview Data Technologies et Radicube Technologies.

### Prix et distinctions
- 2010 : Crans Montana Leaders Forum « Futur leader mondial » [11]
- 2013 : prix Anita Borg Agent de changement social [12]
- 2016 : prix UIT et ONU Femmes GEM Tech[13]
- 2018 : sélectionnée parmi les OkayAfrica's Top 100 Women en 2018[14]